# Zawsze z tej ziemi
Zawsze z tej ziemi – powieść Eugeniusza Paukszty, wydana po raz pierwszy w 1976 przez Wydawnictwo MON (5782 publikacja tego edytora) z okładką zaprojektowaną przez Witolda Chruckiego. Była ostatnią powieścią autora.
Paukszta opisuje losy osadników wojskowych na Ziemiach Odzyskanych - ich problemy społeczne i adaptacyjne. Akcja wiąże się z osobami, które opisał autor we wcześniejszej powieści - Po burzy jest pogoda (1966).